# Robe (vêtement)
Pour les articles homonymes, voir Robe.

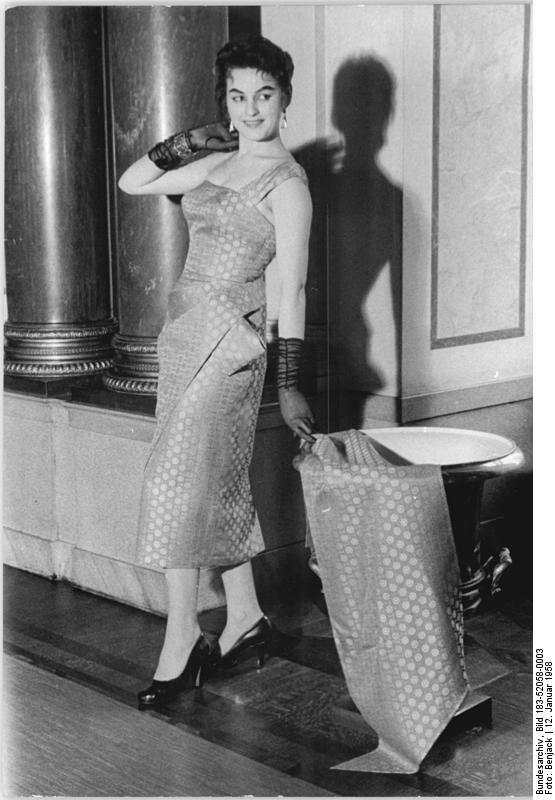
Une robe à la mode en 1958.

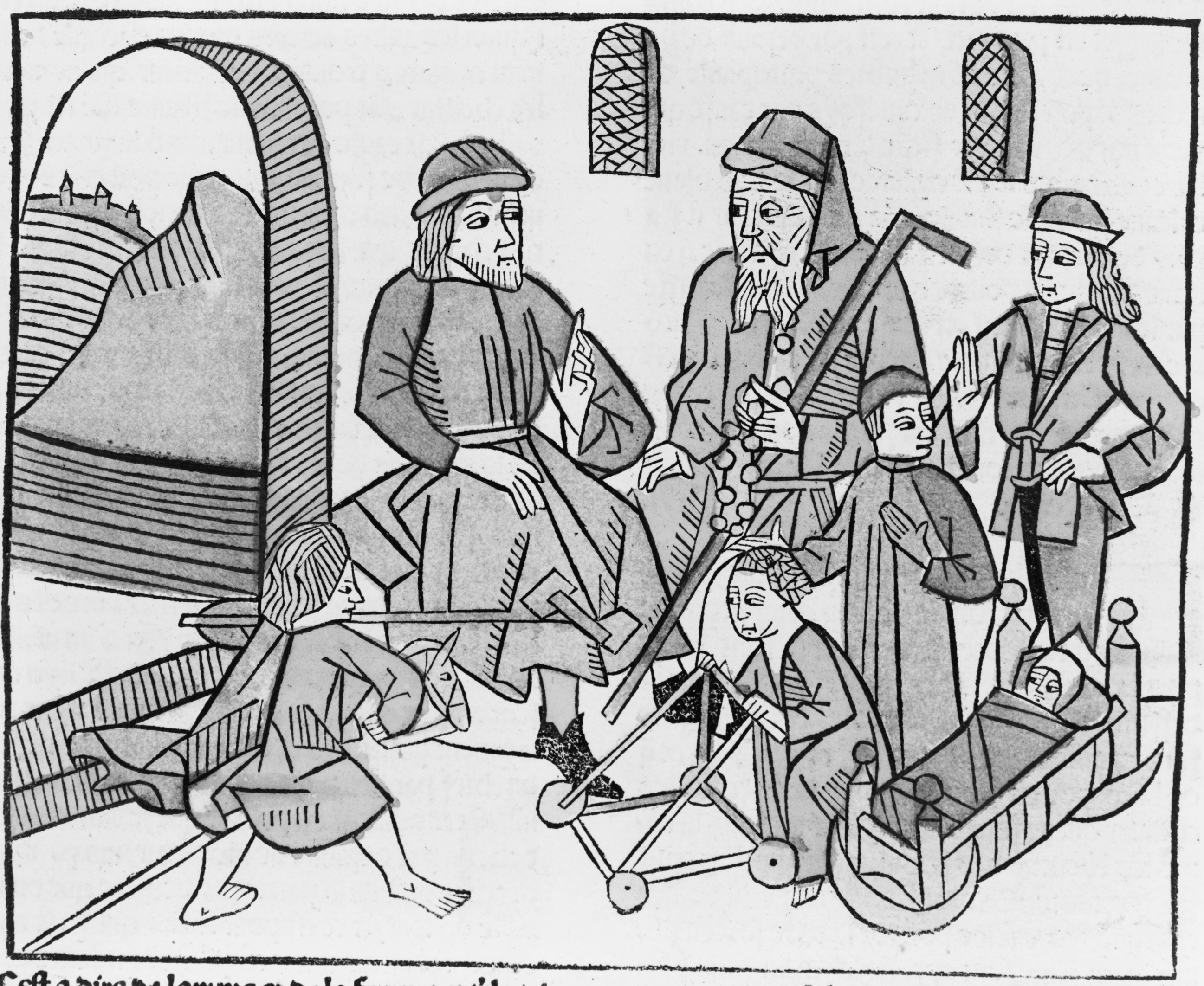
Tous les garçons et hommes des sept âges de la vie portent la robe, sauf le bébé emmaillotté et le jeune homme (Livre des propriétés des choses de Barthélemy l'Anglais, XIIIe siècle).

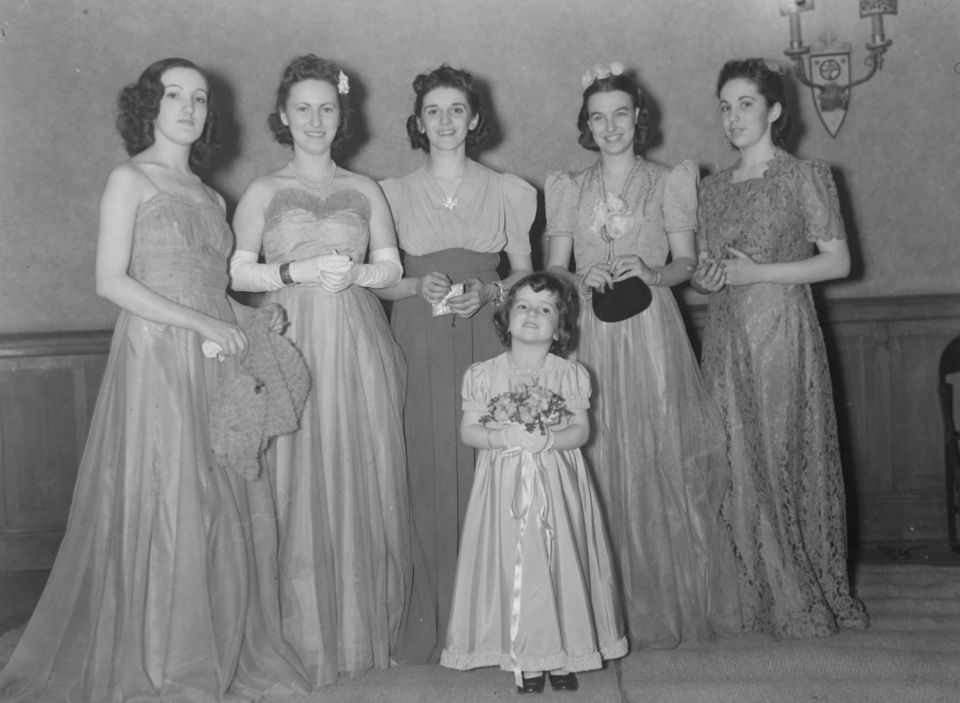
Jeunes filles portant des robes de soirée durant un défilé de mode à Montréal en 1939

Une robe est un vêtement qui couvre le corps d'une seule pièce allant des épaules aux jambes. Suivant la matière utilisée, elle s'enfile par la tête ou les pieds, et comprend ou non des ouvertures supplémentaires (dos, devant, côté) permettant de l'ajuster ensuite plus ou moins près du corps, par un laçage, des boutons, des agrafes ou une fermeture éclair.

## Histoire
Si le terme désigne de nos jours, en Occident, un vêtement presque exclusivement féminin, de nombreuses cultures la considèrent comme un vêtement traditionnel masculin (pays islamiques, Extrême-Orient, certains peuples d'Afrique et d'Amérique latine, en Chine jusqu'au début du XXe siècle). 
Même en Europe, la robe a longtemps été portée par les deux sexes avant la naissance du concept de féminité lors de la Renaissance. Jusqu'au XIIe siècle, la robe enveloppe totalement le corps et masque l'anatomie. Les vêtements confectionnés au milieu du XIIIe siècle se caractérisent par des costumes plus ajustés, boutonnés ou lacés de l'encolure à la taille et par le raccourcissement de la robe avec une encolure très dégagée chez la femme (premiers bustes lacés, jugés licencieux). Le vêtement masculin évolue en parallèle, pour dévoiler toujours plus les jambes et « souligner la liberté ». Depuis la fin du Moyen Âge, les hommes portent en effet une culotte qui couvre le corps de la taille aux genoux. Georges Vigarello y voit l'existence de nouveaux principes d'esthétisation de l'apparence des femmes et de dynamisation des hommes. C'est à partir du XIVe siècle que les hommes portent un costume deux pièces, il devient donc plus rare que l'homme porte la robe.
La robe reste un vêtement unisexe chez les vieillards et les enfants jusqu'au XIXe siècle comme le montre l'iconographie : dès qu'il n'est plus emmailloté et qu'il peut se tenir assis, vers sept ou huit mois, on enlève le maillot à l'enfant pour lui faire revêtir la robe. Ce vêtement permet de changer les couches de l'enfant plus facilement, le laisse ainsi nu et libre de ses gestes et de ses jeux, en été tout au moins. Certains détails sur les tableaux permettent cependant de reconnaître le sexe : la robe des garçons ressemble à une jaquette boutonnée à l'avant, la robe des filles est boutonnée à l'arrière ; différences entre les cols, les bonnets, les jeux. Ce robage abolit les différences de sexe et cette abolition est renforcée par le fait que les garçons comme les filles portent les cheveux longs. L'enfant est « robé » jusqu'à l'âge de six ou sept ans, époque de l'âge de raison pour la première communion fixée par le concile de Trente et qui est un rite de passage important pour le garçon qui le fait entrer dans le monde des hommes. Ce rite n'existe pas pour les filles, qui passent insensiblement de la robe des enfants à celle des femmes. 
Lorsque la robe devient un vêtement unisexe au milieu du XIXe siècle, elle stigmatise le rôle auquel la femme doit se cantonner en entravant ses mouvements, soit par des jupons démesurés (crinoline, etc), soit par des carcans de tissus (XIXe siècle). Elle prend plusieurs formes successives :
- fourreau sous l'Empire et la Restauration ;
- cloche jusqu'en 1850 ;
- à crinoline jusqu'en 1870 ;
- à tournure jusqu'en 1910.

Et ce n'est qu'après la Première Guerre mondiale que la coupe va se simplifier pour offrir une plus grande liberté de mouvement ou au contraire souligner les formes.
C'est vers 1920 que les robes commencent à laisser entrevoir les chevilles, provoquant de nombreux scandales. C'est également à cette époque qu'apparaît la petite robe noire, vêtement court et léger aux lignes simples et de couleur sombre.
Les matières et les coupes sont variables ; elle peut être plus ou moins longue sur les jambes, comporter ou non des manches. La coupe comporte un corsage et une jupe cousus pour ne former qu'une seule pièce.

## Types de robes
- Fourreau, une robe moulante sans ceinture, souvent décolletée et considérée comme un vêtement de soirée
- Gaulle, une robe de mousseline ajustée à la taille, dégagée autour de la poitrine
- Robe à la française, robe portée au XVIIIe siècle
- Robe bustier (en)
- Robe polo, robe comportant un col polo, mais descendant jusqu'aux genoux.
- Robe portefeuille
- Robe Prat
- Robe bandage spécialité de la marque Hervé Léger, mais également d'Azzedine Alaïa.
- Robe de soirée
- Robe de mariée
- Robe dos nu
- Robe de cocktail
- Robe style Empire
- Robe de bal

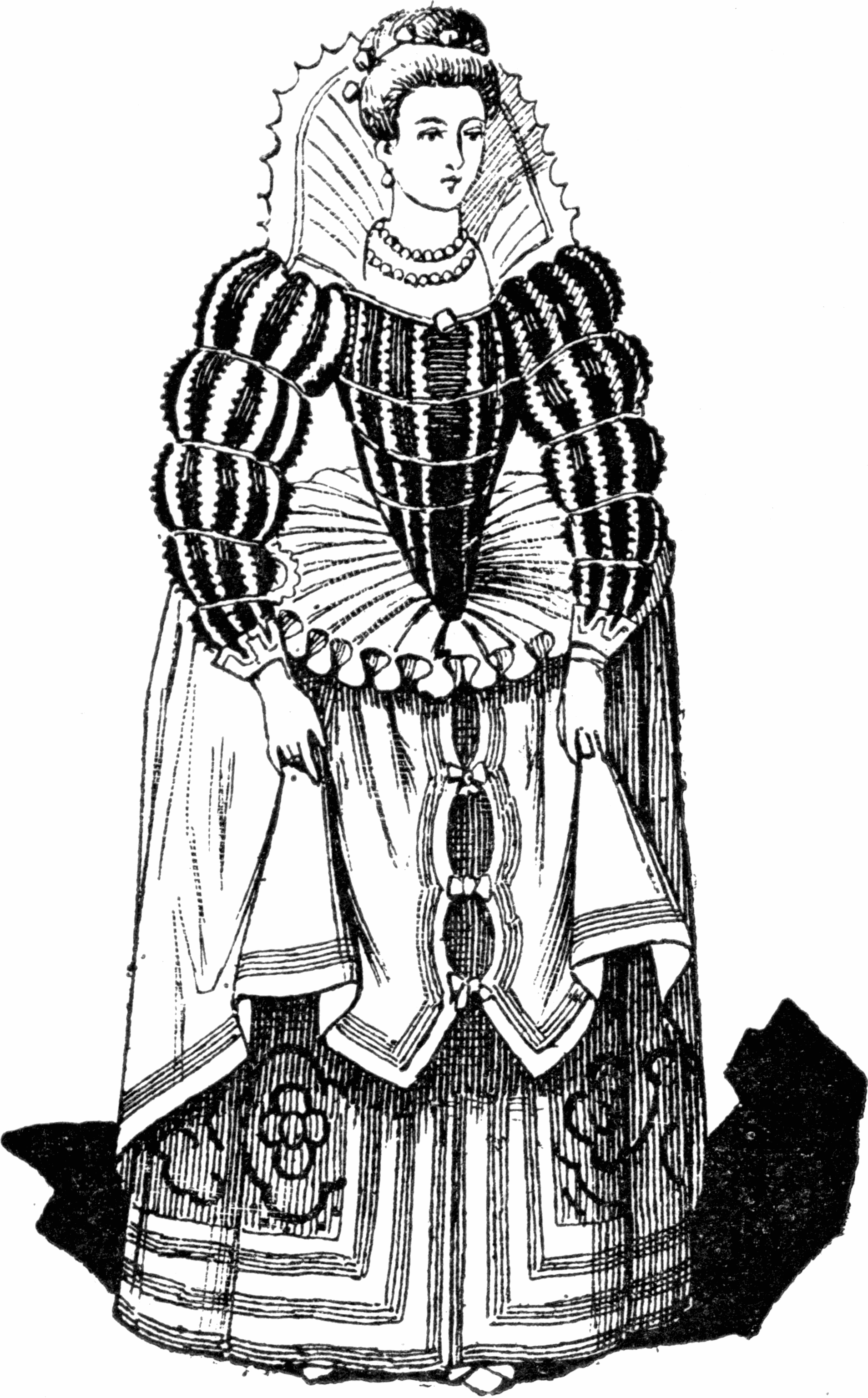
Vertugadin du XVIIe siècle
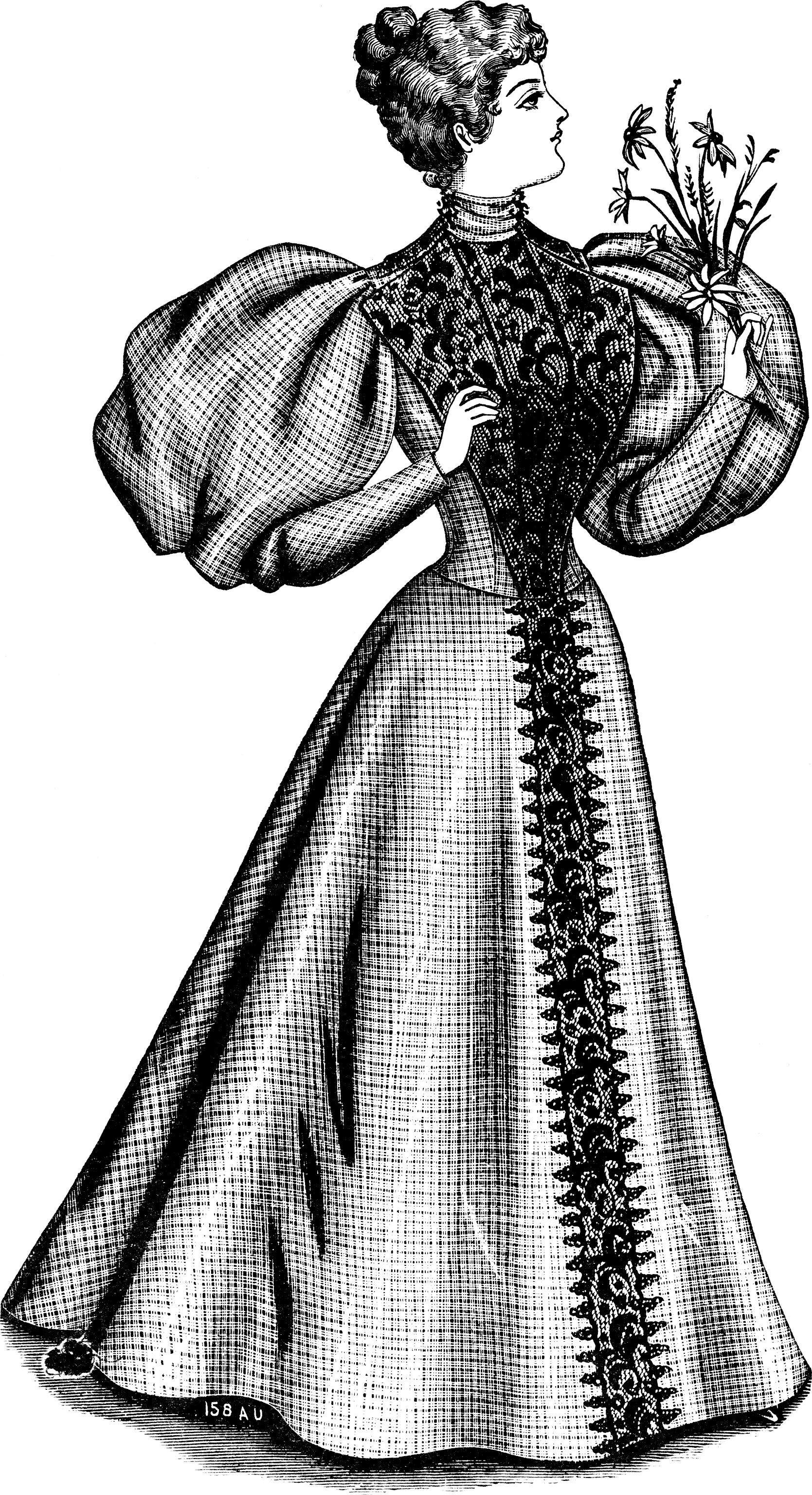
Robe de 1895
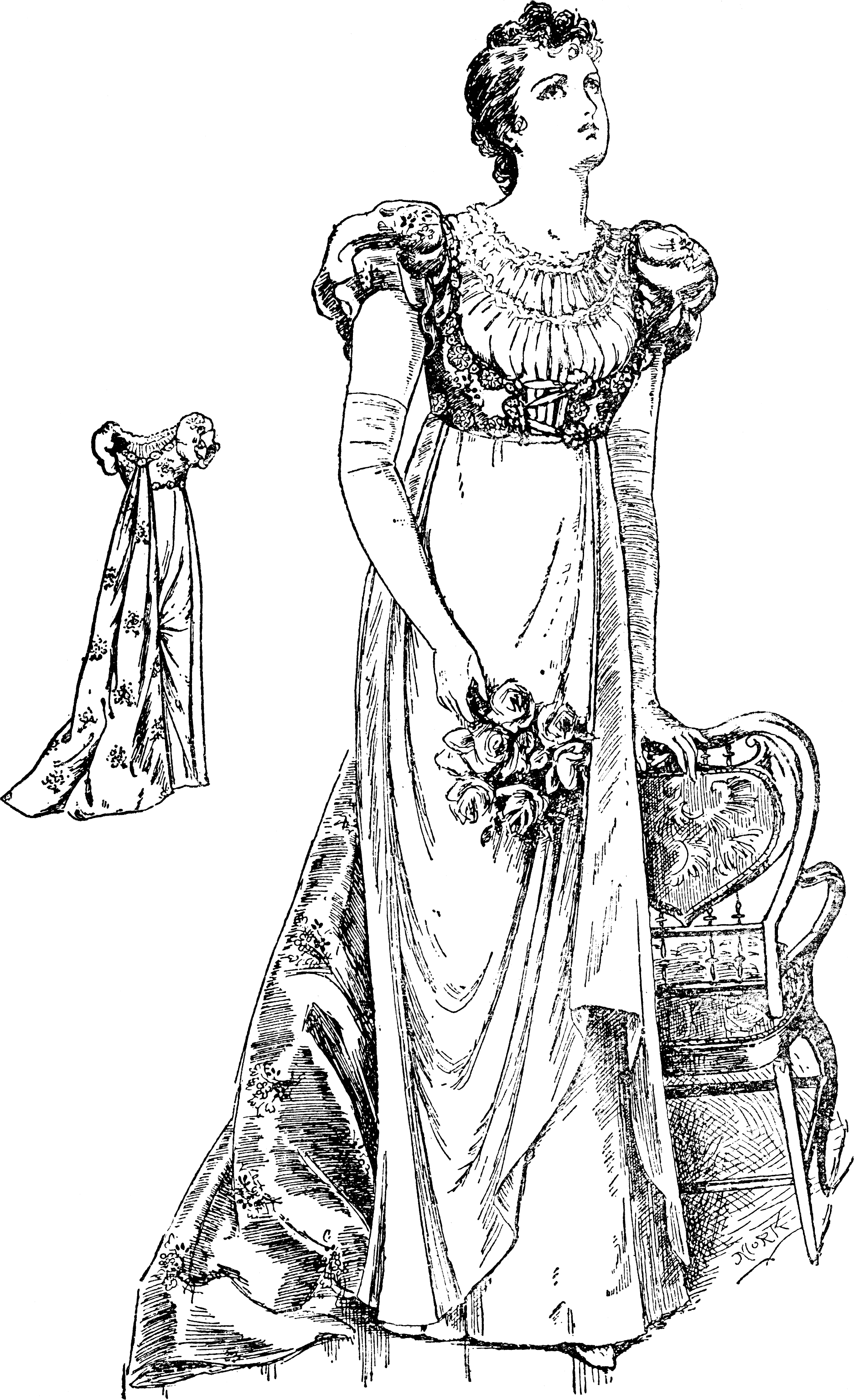
Robe de 1898
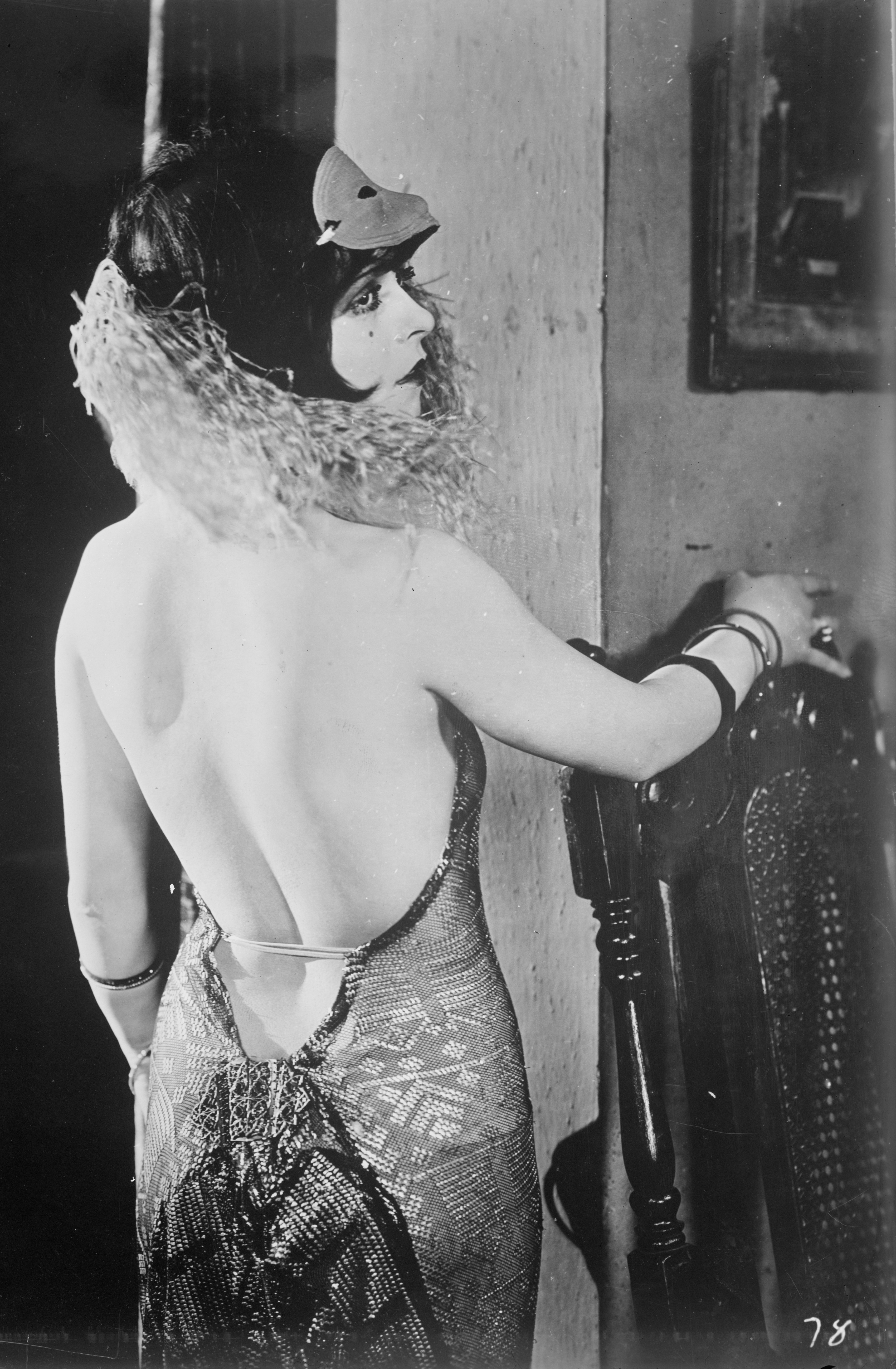
La It girl Clara Bow dans l'une des premières robes dos nu des années 1920.
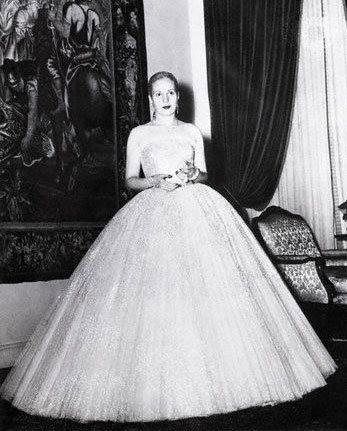
Eva Perón dans une robe longue Dior (1950).
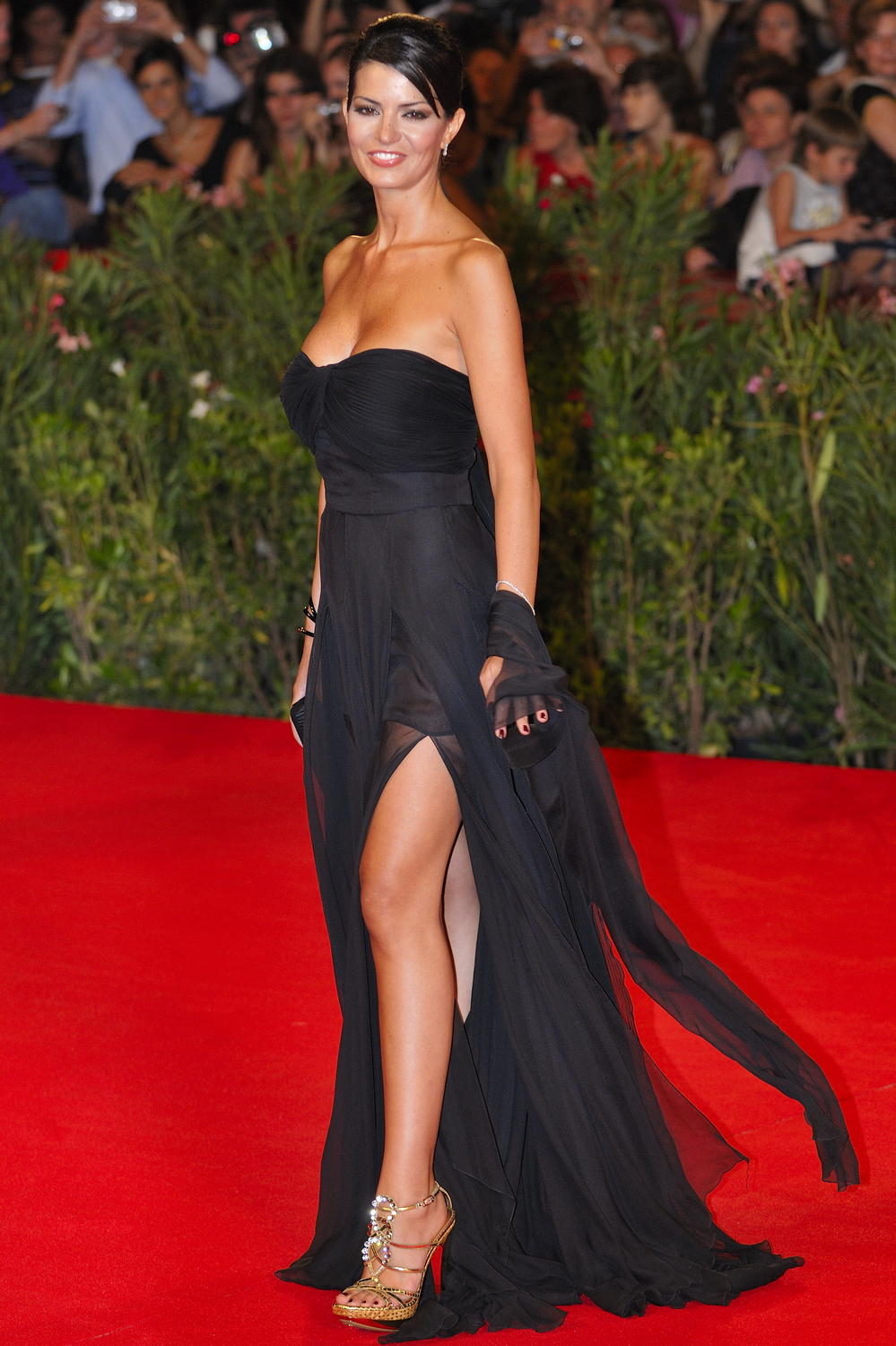
« Robe unijambiste[6] », créée à l'origine en 1985 par Adeline André
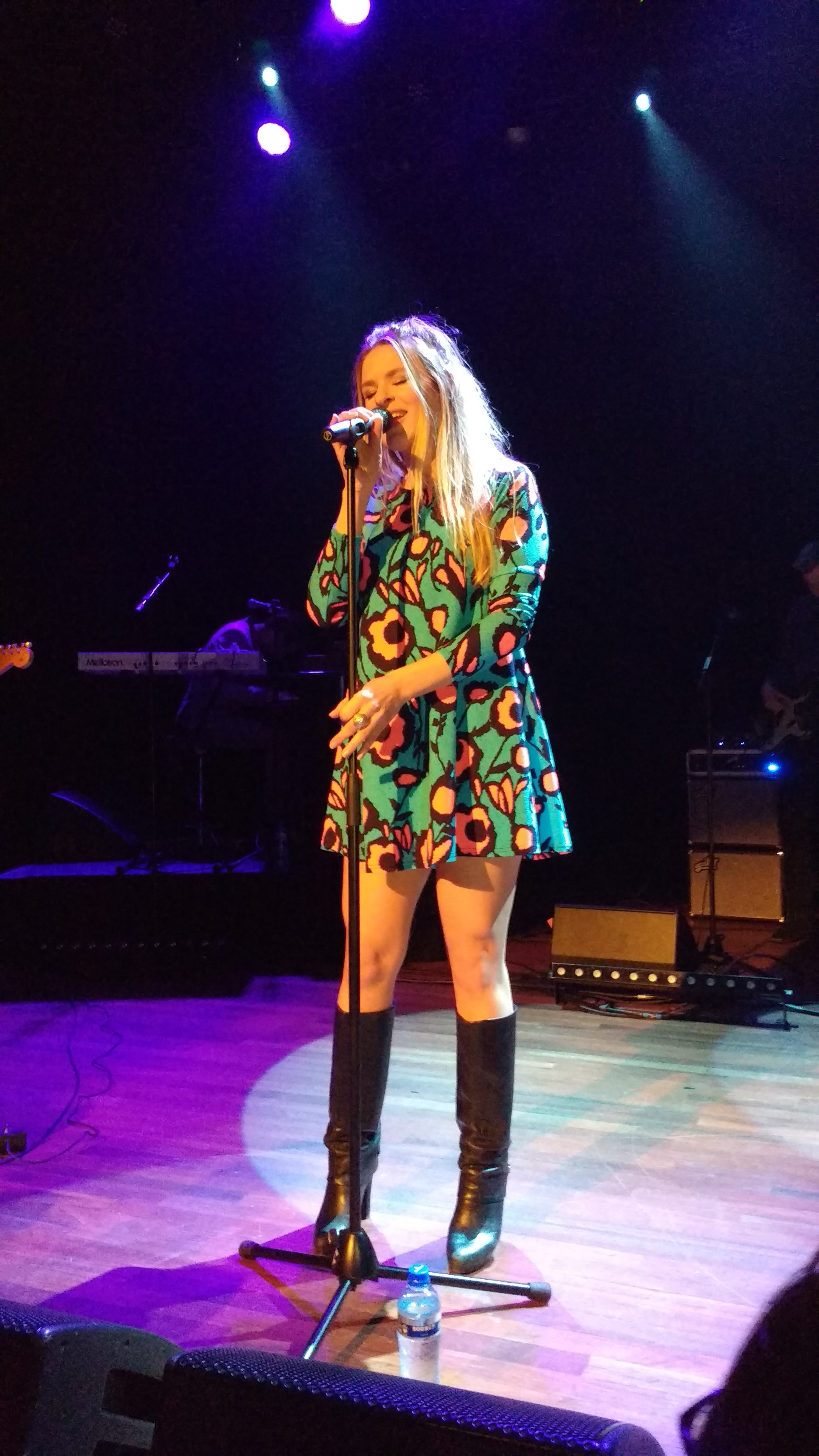
minirobe patineuse (2016).